# القنفذ سونيك 2
القنفذ سونيك 2 (بالإنجليزية: Sonic the Hedgehog 2؛ باليابانية: ソニック・ザ・ヘッジホッグ2) هي لعبة منصات تم إصدارها في عام 1992 لجهاز سيجا ميجا درايف. في هذه اللعبة، يتحكم اللاعب في شخصية سونيك وهو يسعى لوقف خطط دكتور إغمان الذي يطمح إلى سرقة زمردات الفوضى لتشغيل محطته الفضائية "بيضة الموت". على غرار الجزء الأول من القنفذ سونيك، يمر اللاعبون عبر مستويات جانبية بسرعات عالية، حيث يجمعون الحلقات ويهزمون الأعداء ويقاتلون الزعماء.  تم تقديم شخصية جديدة في هذا الجزء، وهو مايلز تيلز، الذي يعتبر صديقًا مقربًا لـسونيك ويتميز بقدرته على الطيران. تيلز يساعد سونيك في معركته ضد الدكتور إغمان ويشارك في تحرير الحيوانات والطيور. كما شهدت اللعبة تحسنًا كبيرًا في تصميم المستويات وأسلوب اللعب، بما في ذلك إمكانية جمع سبع زمردات فوضى بدلاً من ستة كما في الجزء الأول. عند جمع الزمردات السبع مع 50 حلقة، يتحول سونيك إلى "سوبر سونيك" الذي يتمتع بقدرات خارقة ولون أصفر.

## الإرث
لقد رسّخ لعبة القنفذ سونيك 2 كعلامة تجارية رئيسية وساعد في إبقاء سيجا تنافسية خلال "حروب الأجهزة" في حقبة 16-بت في أوائل التسعينات. لا تزال اللعبة تحظى بالتقدير وتعتبر واحدة من أعظم ألعاب الفيديو على مر العصور. تلاها إصدار القنفذ سونيك 3 وسونيك آند نكلز في عام 1994. كما تم إعادة إصدار سونيك 2 على منصات متعددة عبر تجميعات وألعاب محاكاة؛ وتم إصدار نسخة مُعاد تصميمها على نظامي أندرويد وiOS في عام 2013، ثم تم نقلها إلى الأجهزة الحديثة في تجميعية سونيك أوريجنز في عام 2022. وقد تسربت عدة نماذج أولية للعبة منذ إصدارها، وكان أولها الذي تم اكتشافه في عام 1999 قد لعب دورًا مهمًا في تطوير مجتمع استخراج بيانات الألعاب.

## روابط خارجية
- القنفذ سونيك 2 على موقع IMDb (الإنجليزية)